# Creta (roca)
La creta o caliza de Creta es una roca sedimentaria de origen orgánico, blanca, porosa y blanda, una forma de caliza que se usa para la tiza. Su formación es debida a la acumulación de ingentes cantidades de restos de cocolitofóridos, algas microscópicas cubiertas por minúsculas placas de calcita (cocolitos). Es frecuente encontrar nódulos de sílex asociados a la creta.
Un ejemplo de rocas formadas por creta son los acantilados de Dover, en el sur de Inglaterra.
El sistema y periodo Cretácico toma su nombre de esta roca.